# Tidal (album)
Albums de Fiona Apple
When the Pawn...
(1999)
Tidal est le premier album de Fiona Apple, sorti en 1996.

## L'album
Comparée à Tori Amos et P.J. Harvey, la chanteuse obtient de nombreux éloges pour la sortie de son premier album. En 1997, elle est sélectionnée aux Grammy Awards dans les catégories meilleure nouvelle artiste et, pour la chanson Criminal, de meilleure chanson rock. Elle obtient l'Award de meilleure performance vocale féminine pour le même titre. L'album atteint la 15e place du Billboard 200 et est certifié disque d'or par RIAA en décembre 1996 puis disque de platine en juillet 1997. Rolling Stone nomme  Criminal, titre de l'année 1997. En 2010, le même magazine place l'album à la 83e place de son classement des meilleurs albums des années 1990. Slant Magazine le classe, lui, à la 74e du même classement en 2011.
L'album fait partie des 1001 albums qu'il faut avoir écoutés dans sa vie.

### Titres
Tous les titres sont de Fiona Apple.
1. Sleep to Dream (4:08)
2. Sullen Girl (3:53)
3. Shadowboxer (5:24)
4. Criminal (5:41)
5. Slow Like Honey (5:56)
6. The First Taste (4:46)
7. Never Is a Promise (5:54)
8. The Child Is Gone (4:14)
9. Pale September (5:50)
10. Carrion (5:43)

### Musiciens
- Fiona Apple : piano, voix, orgue
- George Black, Danny Frankel : batterie
- Jon Brion : guitare, piano, harpe, marimba, vibraphone, clavier, dulcitone, orgue, synthétiseur
- Matt Chamberlain : percussions, batterie
- Larry Corbett : violoncelle
- Rob Laufer : guitare
- Sara Lee, Greg Richling, Dan Rothchild : basses
- Greg Leisz : Pedal steel guitar
- Amber Maggart : voix, chorale
- Ralph Morrison, Claudia Parducci : violons
- Andrew Slater : orgue
- Patrick Warren : piano, clavier
- Evan Wilson : alto